# Ackuschör
Ackuschör (franska: accoucheur) är en äldre titel för person av manligt kön som tjänstgör vid förlossning. Ofta åsyftas person med kirurgisk utbildning med denna tjänsteställning under den tid då kirurgin var skild från den akademiska medicinen.